# Hypocaccus penatii
Hypocaccus penatii är en skalbaggsart som beskrevs av Yves Gomy 2009. Hypocaccus penatii ingår i släktet Hypocaccus och familjen stumpbaggar. Inga underarter finns listade i Catalogue of Life.